# Trypanaeus cultratus
Trypanaeus cultratus är en skalbaggsart som beskrevs av Heinrich Bickhardt 1916. Trypanaeus cultratus ingår i släktet Trypanaeus och familjen stumpbaggar. Inga underarter finns listade i Catalogue of Life.